# Ruprechtskraut
Das Ruprechtskraut (Geranium robertianum), auch Stinkender Storchschnabel oder Stinkstorchschnabel genannt, ist eine Pflanzenart aus der Gattung der Storchschnäbel (Geranium) innerhalb der Familie der Storchschnabelgewächse (Geraniaceae).

## Beschreibung

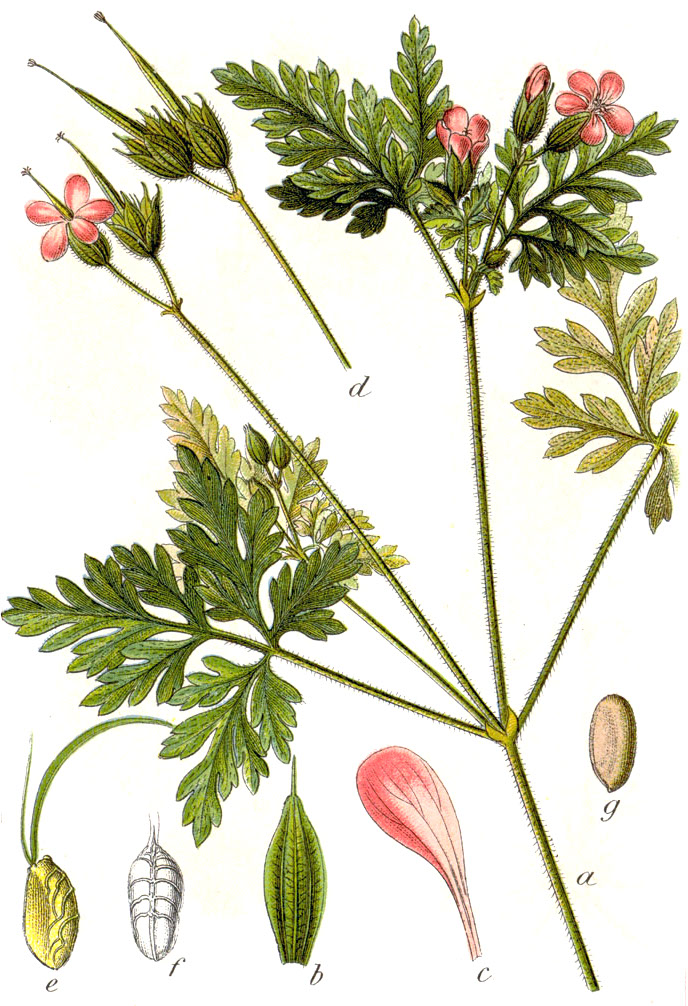
Illustration aus Sturm

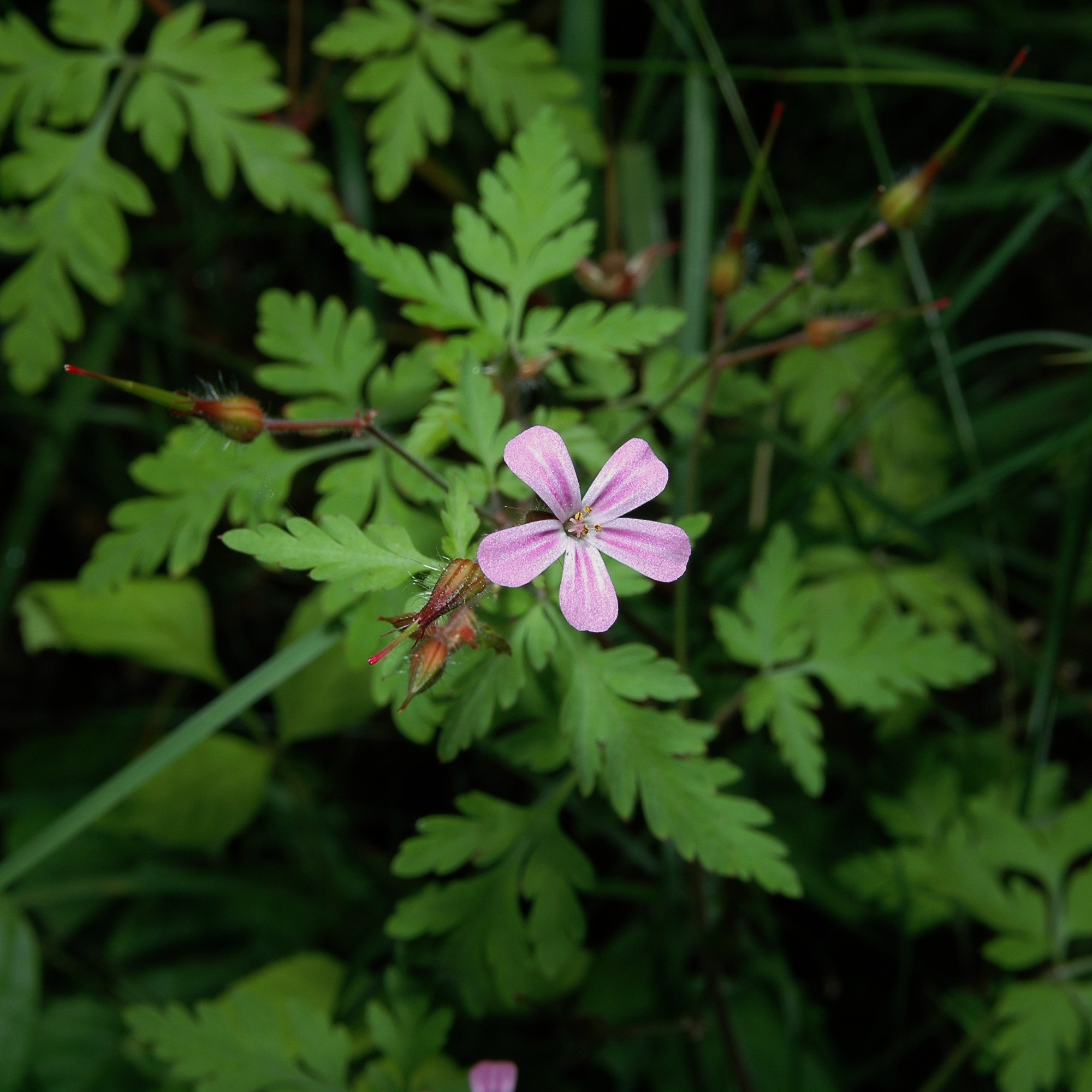
Habitus und Blüte mit häufiger Blütenfarbe

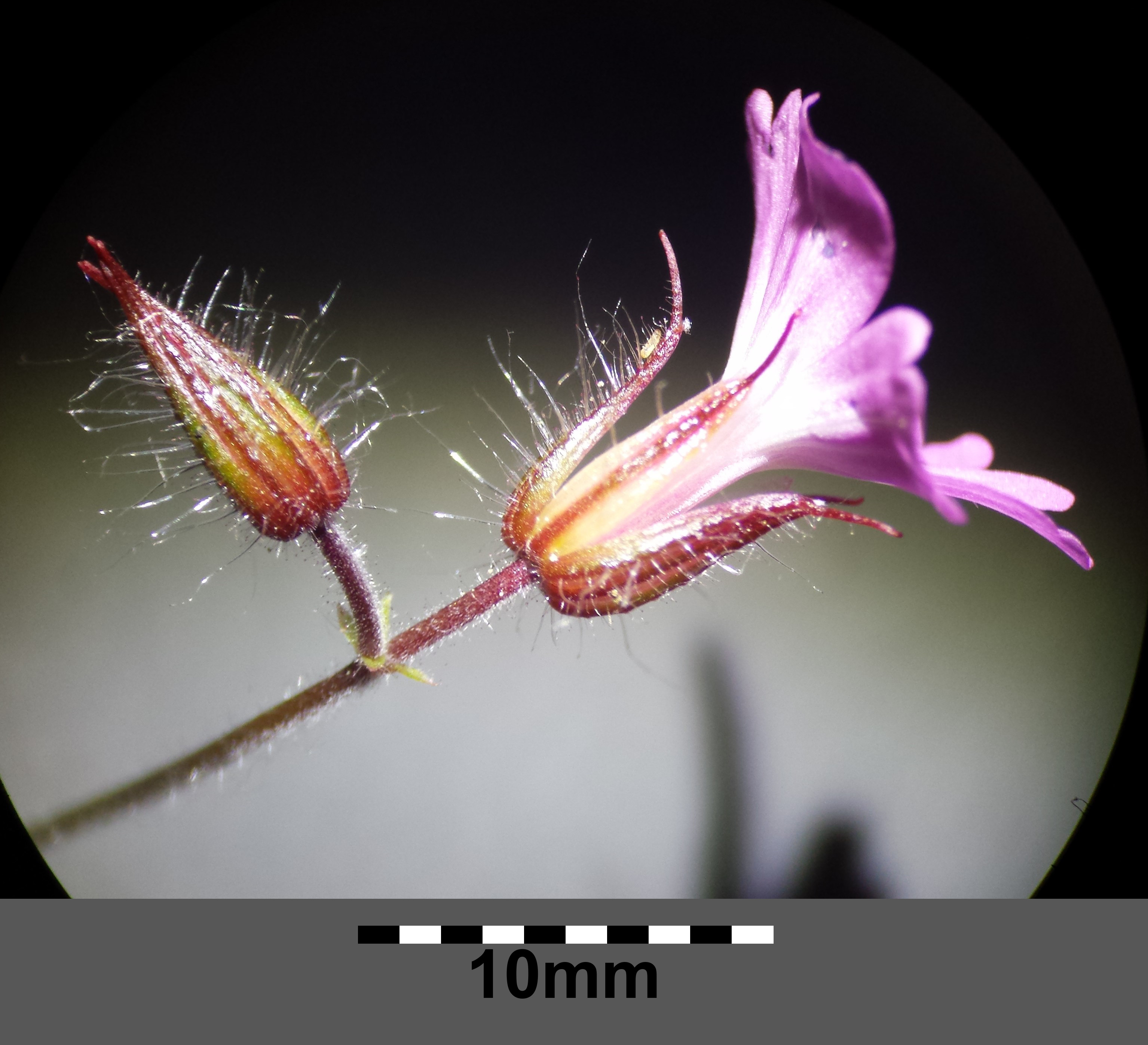
Blütenstand mit Blüte im Detail

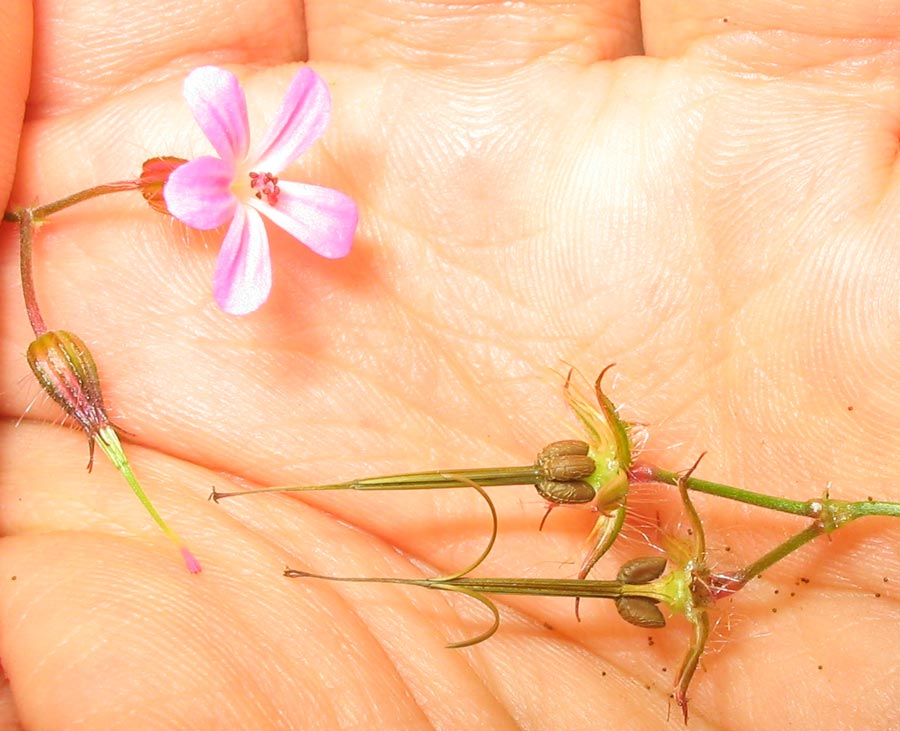
Blüte und Früchte

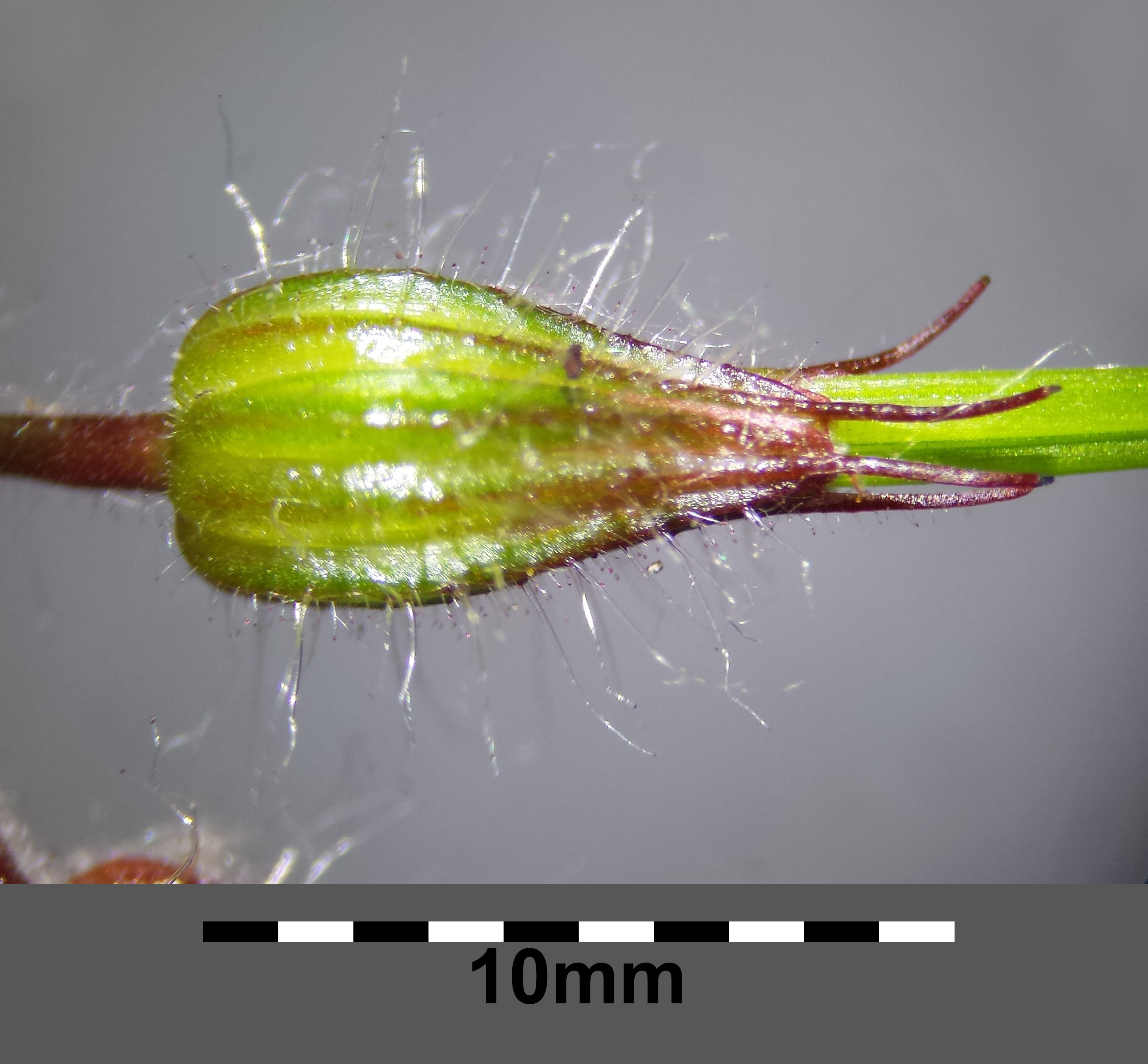
Krugförmiger Blütenkelch

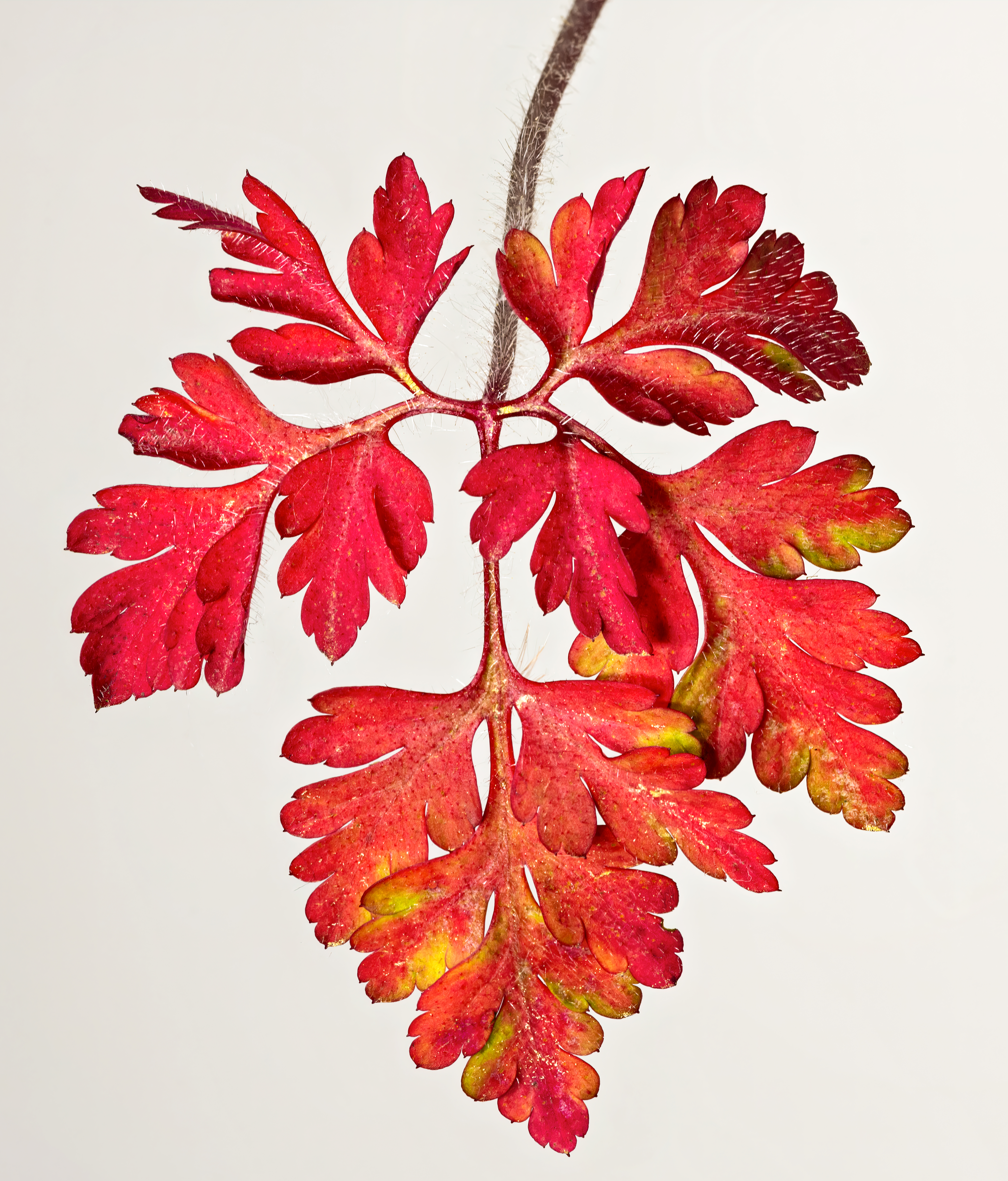
Durch Lichtschutzpigmente dunkelrot verfärbtes Blatt

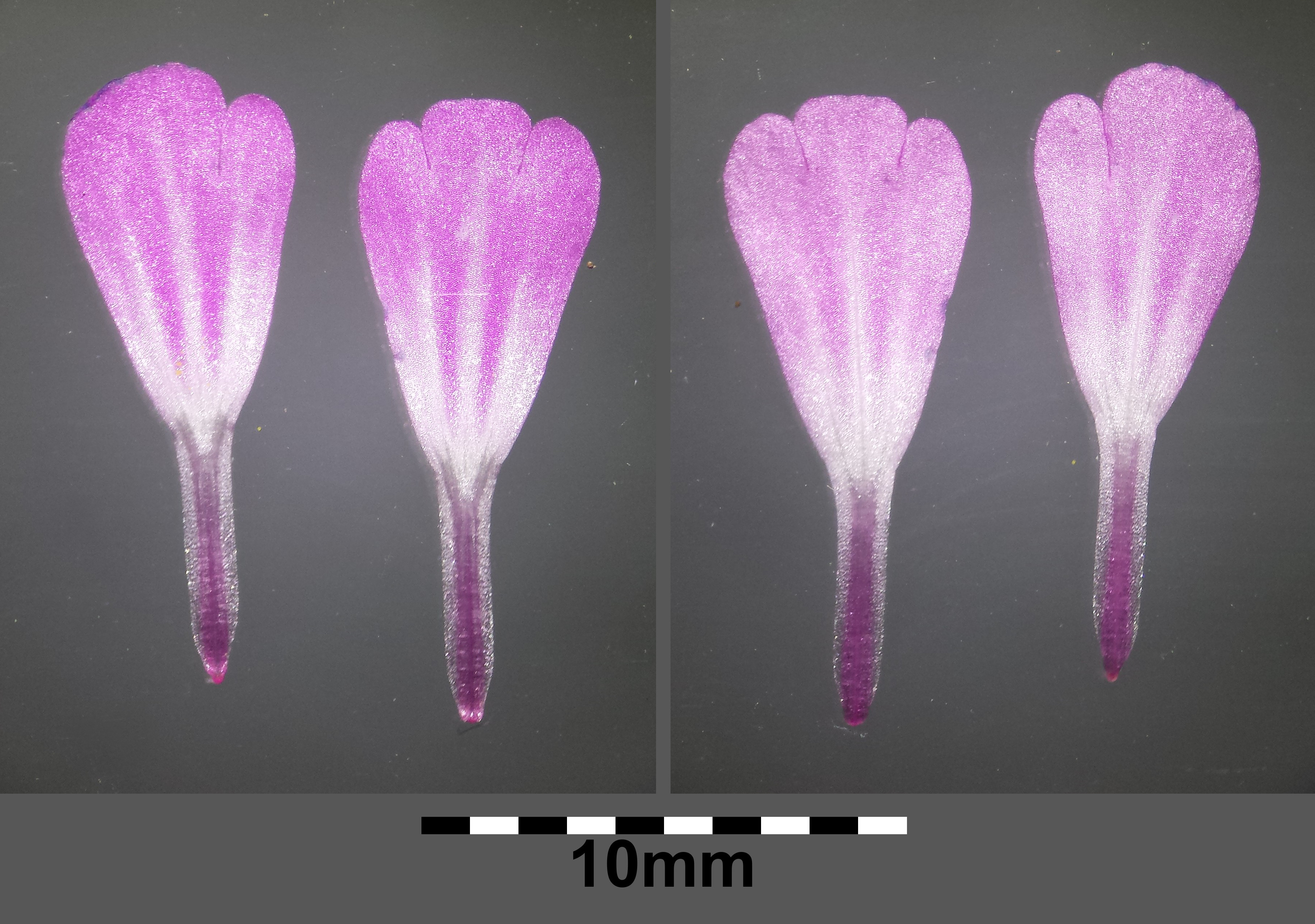
Die Platte der Kronblätter ist verkehrt-eiförmig

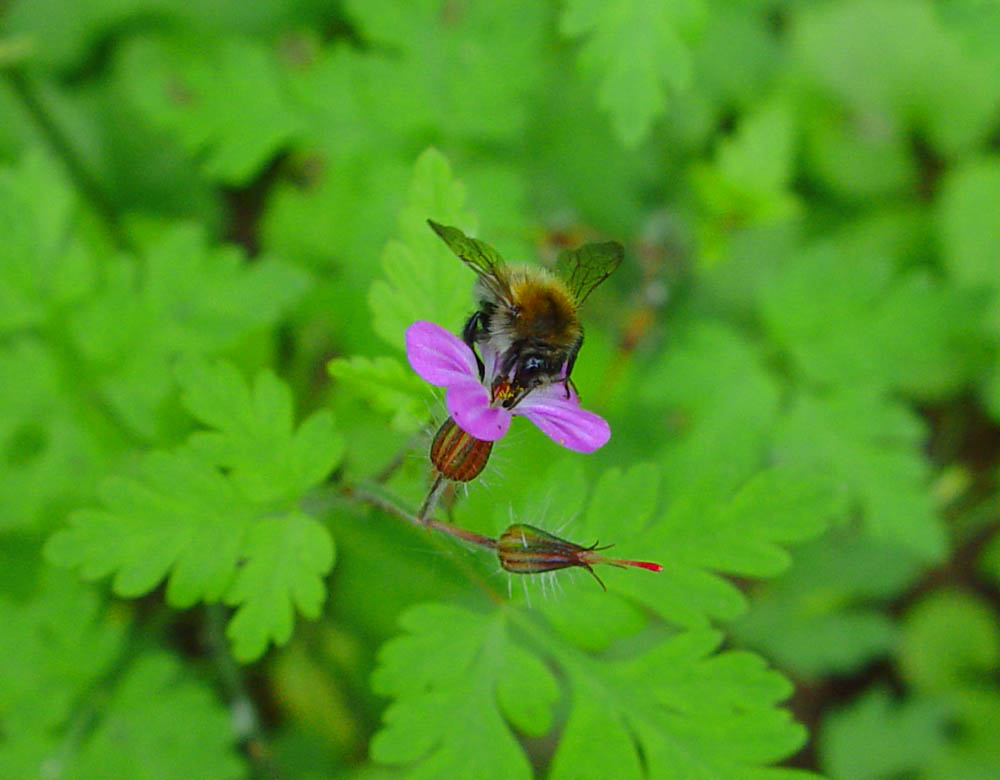
Blütenbesucher

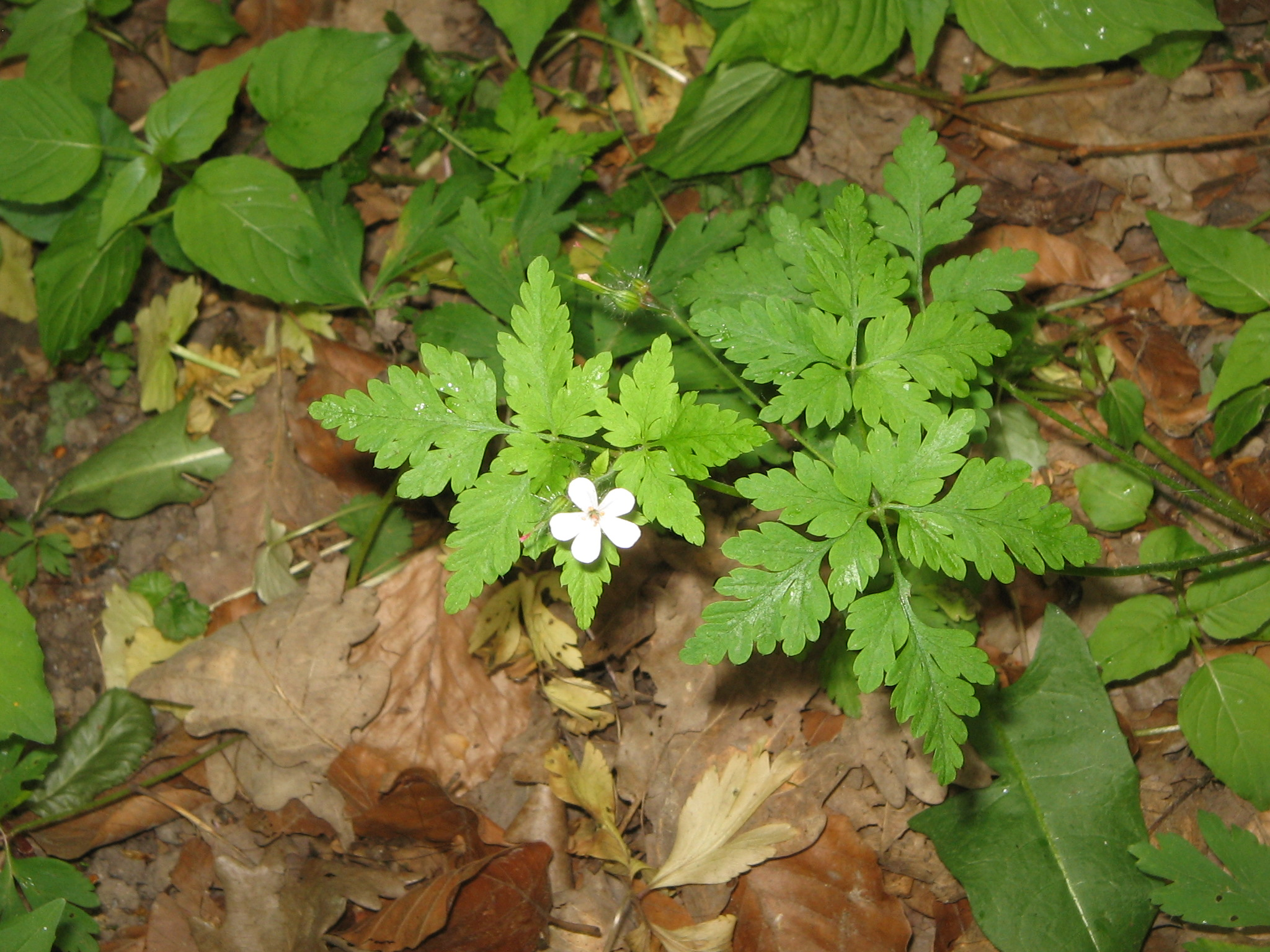
Ruprechtskraut, mit heller Blüte

### Vegetative Merkmale
Das Ruprechtskraut ist eine manchmal ein- oder meist zweijährige krautige Pflanze, die Wuchshöhen von 10 bis 55, selten bis zu 67 oder mehr Zentimetern erreicht. Die oberirdischen Pflanzenteile sind flaumig mit 0,4 bis 1 Millimeter langen Drüsenhaaren behaart (Indument). Sie wächst stark verzweigt und strömt aufgrund ätherischen Öls einen starken unangenehmen Duft aus. Die aufrechten oder niederliegenden Stängel sind mit unterschiedlichen Trichomen behaart und wurzeln nicht an ihren Knoten (Nodien).
Die grundständig und gegenständig am Stängel angeordneten Laubblätter sind in Blattstiel und -spreite gegliedert. Der Blattstiel ist 1,8 bis 4,4 Zentimeter lang und flaumig zottig behaart. Die drei- bis fünfteiligen handförmigen Blattspreiten sind meist 4,4 bis 7 (3,5 bis 10) Zentimeter lang und 3 bis 7,5, selten bis zu 10 Zentimeter breit. Die drei oder fünf Blattabschnitte sind fiederteilig mit stumpfen oberen Enden, und stachelspitzig. Die freien, grünlichen Nebenblätter sind bei einer Länge von meist 2 bis 4,1 (1,6 bis 4,9) Millimetern sowie einer Breite von 0,8 bis 2,5 Millimetern eiförmig mit stumpfem oder kurz zugespitztem oberen Ende.

### Generative Merkmale
Die Blütezeit reicht von April bis in den Herbst hinein. Auf den mit unterschiedlichen Trichomen behaarten, meist 2,7 bis 5,4 (1,3 bis 9,4) Zentimeter langen Blütenstandsschäften stehen im dichasialen zymösen Blütenstand die Blüten paarweise zusammen. Die Deckblätter sind bei einer Länge von 0,6 bis 1,8 sowie einer Breite von 0,2 bis 1 Millimetern eiförmig oder lanzettlich. Der mit unterschiedlichen Trichomen behaarte Blütenstiel ist 0,6 bis 1,2 (0,3 bis 2) Zentimeter lang.
Die relativ kleinen, zwittrigen oder eingeschlechtigen Blüten sind radiärsymmetrisch und fünfzählig mit doppelter Blütenhülle. Die fünf freien Kelchblätter sind bei einer Länge von 5,6 bis 6,5 (5 bis 7,2) Millimetern sowie einer Breite von 1,6 bis 3,9 Millimetern lanzettlich, eiförmig oder länglich-eiförmig. Die Kelchblätter stehen krugförmig zusammen. Der Kelch ist mit 1 bis 4 Millimeter langen drüsenlosen Haaren und kürzeren Drüsenhaaren besetzt. Die Kelchblätter weisen eine 1,5 bis 2,5 Millimeter lange Granne auf. Die fünf rötlich-rosafarbenen, dreinervigen Kronblätter sind bei einer Länge von meist 10,5 bis 12,5 (8,5 bis 14,2) Millimetern doppelt so lang wie die Kelchblätter und meist 2,6 bis 4,5 (2,1 bis 6,1) Millimeter breit. Das Kronblatt ist in Nagel und Platte gegliedert. Der kahle Nagel ist 3,1 bis 5,9 Millimeter lang. Die Platte ist verkehrt-eiförmig mit gerundetem oberen Ende und verjüngt sich zu ihrer Basis hin. Die fünf kahlen Nektarien sind ringförmig verwachsen. Es sind zwei Kreise mit je fünf Staubblättern vorhanden. Die rosafarbenen, kahlen Staubfäden sind bei einer Länge von meist 6,1 bis 7,3 (4,5 bis 8) Millimetern linealisch lanzettlich. Die purpurfarbenen Staubbeutel sind meist 0,5 bis 0,6 (0,4 bis 0,7) Millimeter lang. Der rosafarbene Fruchtknoten ist 5,5 bis 8,6 Millimeter lang. Die rosafarbenen Narben sind fünflappig.
Die Spaltfrucht ist meist 2,0 bis 2,3 (1,7 bis 2,4) Zentimeter lang und zerfällt in fünf kahle 2,1 bis 3,2 Millimeter lange sowie 1 bis 1,5 Millimeter breite Teilfrüchte. Der kahle Schnabel ist 8 bis 11 oder 13,2 bis 18,2 Millimeter lang mit 4,4 bis 7,2 Millimeter langem verschmälerten oberen Ende. Die rötlichbraunen Samen sind bei einer Länge von selten 1,3 bis meist 2,1 bis 2,2 Millimetern sowie einem Durchmesser von 0,8 bis 1,4 Millimetern elliptisch-länglich.
Die Chromosomengrundzahl beträgt x = 8, es liegt Oktoploidie mit einer Chromosomenzahl von 2n = 64 vor.

## Ökologie
Beim Ruprechtskraut handelt es sich um eine sommerannuelle oder winterannuelle Halbrosettenpflanze bzw. um einen hygromorphen Therophyten.
Blütenökologisch handelt sich um Scheibenblumen mit mehr oder weniger verborgenem Nektar, wobei die Nektarien sich an der Basis der Staubblätter befinden. Bestäuber sind Bienen, Hummeln, Wespen, Bombyliden sowie Syrphiden. Das Ruprechtskraut ist selbstkompatibel und fakultativ autogam, es erfolgt also meist Selbstbestäubung/Selbstbefruchtung; Fremdbefruchtung ist die Ausnahme.
Die Spaltfrucht zerfällt in fünf Teilfrüchte. Die Teilfrüchte sind die Diaspore. Die Ausbreitung der Diasporen erfolgt durch Autochorie oder Epichorie.
Das Ruprechtskraut ist sehr schattenverträglich und noch bei 1/25 bis 1/40 des normalen Tageslichts (bei Keimpflanzen sogar noch weniger) lebensfähig. Mit Hilfe der Blattgelenke kann sie die Blattspreiten genau zum größten Lichteinfall hin ausrichten. Dadurch kann sie auch noch in Höhleneingängen wachsen. Andererseits erträgt die Pflanze auch volles Sonnenlicht, wobei sie sich durch Lichtschutzpigmente dunkelrot färbt.
Blütenökologisch handelt es sich um meist vormännliche „Kleine Trichterblumen“, die vor allem von Bienen bestäubt werden; aber Selbstbestäubung ist erfolgreich, indem bei fehlendem Sonnenschein die Blüten durch Krümmung des Blütenstiels nach unten gebogen werden.
Es ist ein Spreizklimmer, d. h. die Blattstiele der unteren Blätter und z. T. auch die Seitensprosse biegen sich an Blattgelenken nach unten und wirken so als Stütze auf dem Substrat. Das ist u. a. beim Wachsen an Felsen und Mauern vorteilhaft, zumal die Blattstiele auch das Absterben der Blattspreite überdauern.
Zur Reife lösen sich die einsamigen, nussartigen Fruchtklappen durch Austrocknung plötzlich von der Mittelsäule ab und werden als Ganzes bis zu 6 Meter weit fortgeschleudert (Austrocknungsstreuer). Durch Haarstränge an der Frucht ist auch Klettausbreitung möglich.

## Vorkommen
Geranium robertianum s. str. ist in Europa, Asien, Nordafrika und Makaronesien weitverbreitet. Es gibt Fundortangaben für Deutschland, Österreich, Liechtenstein, die Schweiz, Italien, Sardinien, Sizilien, Frankreich, Korsika, die Balearen, Gibraltar, Andorra Spanien, Portugal, das Vereinigte Königreich, Irland, die Niederlande, Luxemburg, Belgien, Dänemark, Schweden, Norwegen, Finnland, Polen, Ungarn, Tschechien, die Slowakei, Serbien, Slowenien, Bulgarien, Rumänien, Albanien, Griechenland, Kreta, Zypern, Malta, die Kanarischen Inseln sowie die Inselgruppe Madeira, das nördliche Algerien, Marokko, Tunesien, das nördliche Libyen, Jordanien, Libanon, Israel, den Iran, die Türkei, den europäischen Teil Russlands, Belarus, Estland, Litauen, Lettland, die Ukraine, die Krim, Ciskaukasien, Armenien, Georgien, Dagestan, Aserbaidschan, das östliche Kasachstan, Kirgisistan, das nördliche Tadschikistan, Turkmenistan, Usbekistan, Altay, das nördliche Pakistan, das nordwestliche Indien, Nepal, Tibet, die chinesischen Provinzen Guizhou, Hubei, Hunan, Sichuan, Yunnan sowie Zhejiang, Taiwan, die japanischen Inseln Honshu sowie Shikoku.
Hauptlebensraum im Mittelmeerraum sind schattige, stickstoffreiche Standorte, oft auf Geröll. Er ist eine Charakterart des Epilobio-Geranietum robertiani aus dem Verband Alliarion, kommt aber auch in Pflanzengesellschaften der Verbände Tilio-Acerion, Alno-Ulmion oder in gestörten Gesellschaften der Ordnung Fagetalia vor.
Das Ruprechtskraut kommt in weiten Teilen seines Verbreitungsgebietes häufig vor, bis in eine Höhenlage von 1700 Metern, in den Allgäuer Alpen beispielsweise im Steingeröll zwischen Lechleiten und der Hundskopfalpe bei einer Höhenlage von über 1770 Metern.
Die ökologischen Zeigerwerte nach Landolt et al. 2010 sind in der Schweiz: Feuchtezahl F = 3 (mäßig feucht), Lichtzahl L = 3 (halbschattig), Reaktionszahl R = 3 (schwach sauer bis neutral), Temperaturzahl T = 3+ (unter-montan und ober-kollin), Nährstoffzahl N = 4 (nährstoffreich), Kontinentalitätszahl K = 3 (subozeanisch bis subkontinental).
Ruprechtskraut wurde auch in andere Klimazonen als Zierpflanze importiert. So findet man es beispielsweise rund um San Francisco, Kalifornien. Im US-Staat Washington wird es als lästiges „Unkraut“ angesehen. In Nordamerika ist es nur unterhalb von 100 Höhenmetern zu finden.

## Systematik
Die Erstveröffentlichung von Geranium robertianum erfolgte 1753 durch Carl von Linné in Species Plantarum, Tomus II, S. 681. Bei Aedo 2017 sind Synonyme für Geranium robertianum L.: Robertium vulgare Picard nom. illeg., Robertiella robertianum (L.) Hanks, Geranium eriophorum H.Lév., Geranium graveolens Stokes nom. illeg., Geranium inodorum (DC.) G.Don, Geranium lindleyanum Royle, Geranium littorale (Rouy) A.W.Hill, Geranium lucidum var. raii (Lindl.) Nyman, Geranium neapolitanum A.Terracc., Geranium palmatisectum Dulac, Geranium purpureum var. littorale Rouy, Geranium raii Lindl., Geranium rubellum Moench, Geranium robertianum var. albiflorum G.Don, Geranium robertianum var. albiflorum Gaudin ex Babey nom. illeg. non G.Don., Geranium robertianum var. albiflorum Van Heurck & Wesm. nom. illeg. non G.Don., Geranium robertianum var. celticum (Ostenf.) Wilmott, Geranium robertianum var. crassicaule Rouy, Geranium robertianum var. dasycarpon Beck, Geranium robertianum var. dasycarpum Beck, Geranium robertianum var. dasycarpum (Woronow) Gams nom. illeg., Geranium robertianum var. eriophorum (H.Lév.) H.Lév., Geranium robertianum var. glabrinux Petrova & Kožuharov, Geranium robertianum var. graniticarum Martrin-Donos, Geranium robertianum var. inodorum DC., Geranium robertianum var. intermedium Wilmott, Geranium robertianum var. laciniatum Beckh. ex F.Wilms & Beckh., Geranium robertianum var. leucanthum Dumort. ex Rchb., Geranium robertianum var. macropetalum Briq. ex R.Knuth, Geranium robertianum var. maritimum G.Don, Geranium robertianum var. maritimum Bab. nom. illeg. non G.Don., Geranium robertianum var. mosquense Goldb. ex DC., Geranium robertianum var. rubricaule Hornem., Geranium robertianum var. rubrum Lej., Geranium robertianum var. trilobatum H.Takeda, Geranium robertianum var. villosulum Murr, Geranium robertianum subsp. celticum Ostenf., Geranium robertianum subsp. maritimum Bab. ex H.G.Baker.
Über die Verwandtschaftsgruppe rund um Geranium robertianum wurde oft kontrovers diskutiert. Beispielsweise wurden diese Arten in der Artengruppe Stink-Storchschnabel (Geranium robertianum agg.) zusammengefasst. Diese Arten sind bei Aedo 2017 in der Sektion Geranium sect. Ruberta eingeordnet. Es wurden viele Subtaxa beschrieben, die alle nach Aedo 2017 als Synonyme gelten.
Geranium robertianum L. s. str. gehört mit den acht weiteren Arten Geranium cataractarum Coss., Geranium glaberrimum Boiss. & Heldr., Geranium lasiopus Boiss. & Heldr., Geranium lucidum L., Geranium maderense Yeo, Geranium palmatum Cav., Geranium purpureum Vill. und Geranium reuteri Aedo & MuñozGarm zur Sektion Geranium sect. Ruberta Dumort. (Syn.: Geranium sect. Robertium (Picard) Godr. nom. illeg., Geranium sect. Robertiana Boiss. ex Reiche nom. illeg., Robertiella Hanks nom. illeg., Geranium sect. Lucida R.Knuth., Geranium sect. Anemonifolia R.Knuth) Die Sektion Geranium sect. Ruberta Dumort. gehört mit drei anderen Sektionen zur Untergattung Geranium subg. Robertium (Picard) Rouy innerhalb der Gattung Geranium.

## Nutzung
Von allen Storchschnabel-Arten wurde wahrscheinlich das Ruprechtskraut als erstes in den Gärten kultiviert. Dies ist vermutlich darauf zurückzuführen, dass es häufiger als andere Storchschnabelarten für medizinische Zwecke verwendet wurde. Aufzeichnungen über die Herba Roberti gab es bereits im 13. Jahrhundert.

### Verwendung als Zierpflanze
Das Ruprechtskraut wird in Parks und Gärten eher selten als Zierpflanze verwendet, da es attraktivere Storchschnabelarten gibt. Da es jedoch auch von selbst im Garten auftaucht, wird es immer wieder als Zierpflanze geduldet.

### Verwendung in der Medizin
Ruprechtskraut wurde in der traditionellen Volksheilkunde als Heilmittel bei Frauenleiden, Zahnschmerzen, Prellungen, Fieber, Gicht, Nieren- oder Lungenleiden, Herpes und Nasenbluten verwendet. Der Aufguss von der Pflanze wurde als Stärkungsmittel eingesetzt und galt auch als wirksam gegen Durchfall. Auf Wunden aufgelegt sagt man ihm antiseptische Wirkung nach. Aufgrund des eigenartigen Geruchs der zerriebenen Blätter wird es auch als mückenabwehrende Pflanze angesehen.
Geranium robertianum findet auch Verwendung als Wirkstoff in homöopathischen Arzneimitteln. Die zugeschriebenen Wirkungen, besonders gegen Harnwegsinfekte und Durchfall, sind wissenschaftlich jedoch nicht bestätigt.

## Etymologie
Die Namensgebung soll auf den heiligen Ruprecht verweisen, den ersten Bischof und Landesheiligen von Salzburg. Er soll die Verwendung des Heilkrauts gelehrt haben. Ebenfalls möglich ist ein Zusammenhang mit dem althochdeutschen Ausdruck rōtpreht ‚rötlich‘, der auf die Färbung der Pflanzenteile des im Mittelalter auch als Herba rubea bezeichneten Storchschnabels Bezug nimmt. Bei Tabernaemontanus (1664) wird diese Art als Rotlaufkraut bezeichnet, nach der Rotlaufkrankheit, für die sie ebenfalls als Heilmittel galt. Weitere deutschsprachige Trivialnamen sind Ruprechtsstorchschnabel, Robertskraut, Gottesgnadenkraut (lateinisch Gratia Dei genannt), Wanzenkraut und Stinkender Storchschnabel.